# 8-hydroxychinolin
8-hydroxychinolin je heterocyklická dusíkatá sloučenina náležící do skupiny chinolinových derivátů. Je to bílá krystalická látka fenolického zápachu. Je stabilní, ale dlouhodobým působením světla degraduje. Ve vodě je špatně rozpustný.

## Syntéza
8-Hydroxychinolin může být připraven např. z chinolinu přes kys. chinolin-8-sulfonovou nebo přímo Skraupovou syntézou z 2-aminofenolu.

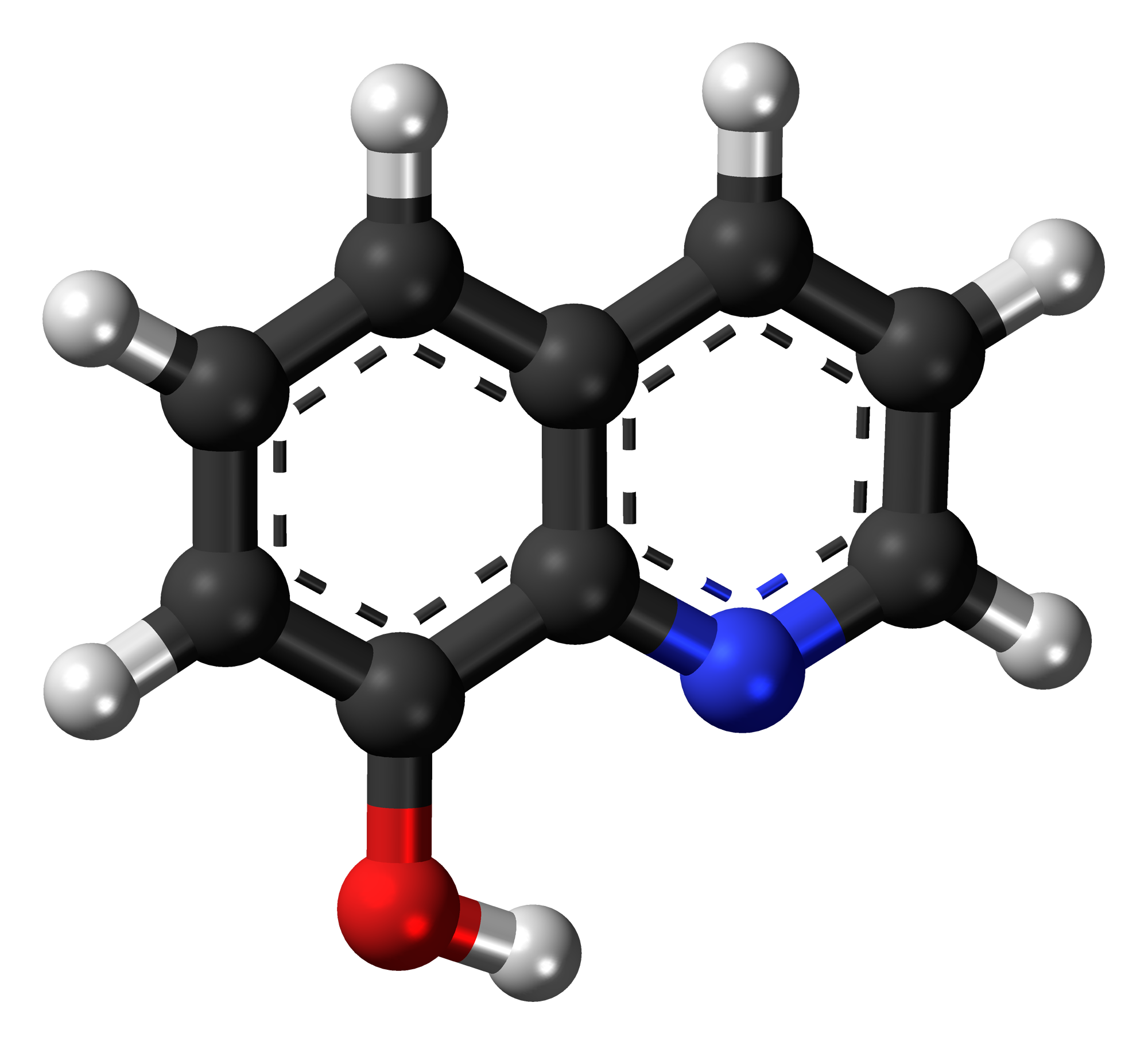
3D model 8-Hydroxychinolinu

## Význam
Sloučenina nalézá využití v řadě aplikací. V analytické chemii je důležitým chelatačním a kolorimetrickým činidlem. V medicíně nalézá samotná sloučenina a její komplexy uplatnění jako dezinfekční a antiseptický prostředek a také ve formě alkoholového roztoku jako „tekutý obvaz“. V agrochemii má význam jako pesticid (vykazuje fungicidní a herbicidní účinky). Nízkých koncentrací 8-hydroxychinolinu se někdy používá v hydroponii pro potlačení negativního působení metabolitů, které rostlina uvolňuje do vody a následně pak jejich účinkem chřadne.

## Bezpečnost
8-hydroxychinolin je klasifikován jako látka zdraví škodlivá, v podezření je z účinků dráždivých, mutagenních a karcinogenních. Působí jako CNS stimulant. LD50 pro krysu je při perorálním podání 1200 mg/kg.